# Адамкус, Валдас
Ва́лдас Ада́мкус (лит. Valdas Adamkus; при рождении и до 1955 года Вольдемарас Адамкавичюс, лит. Voldemaras Adamkavičius; род. 3 ноября 1926, Каунас) — президент Литовской Республики с 26 февраля 1998 до 25 февраля 2003 и с 12 июля 2004 по 12 июля 2009.

## Биография
Родился в семье служащих. Отец Игнас Адамкявичюс (1896—1987) был добровольцем в Русской императорской армии, один из первых руководителей литовского военного авиационного училища, начальник генерального штаба Армии Литовской Республики, в годы Второй мировой войны начальник полиции железнодорожного вокзала в Каунасе. Мать служила в министерстве связи.
Учился в начальной школе им. Йонаса Яблонскиса и гимназии «Аушрос». Во время войны участвовал в деятельности антисоветского сопротивления: вступил в Союз борцов за свободу Литвы, выпускал с одноклассниками тиражируемую на шапирографе газету «Молодёжь, бди!» („Jaunime, budėk!“), распространял издания Главного комитета освобождения Литвы «Борец за свободу» („Laisvės kovotojas“) и «Независимая Литва» („Nepriklausoma Lietuva“). В июле 1944 года вместе с родителями бежал в Германию. В том же году вернулся в Литву и с августа по октябрь служил во 2-м полку сформированных в Тельшяй «Сил обороны Отечества» (Tėvynės Apsaugos Rinktinė — TAR). Это подразделение в составе вермахта должно было оборонять Жемайтию. Был назначен переводчиком в штаб батальона. После боев в октябре 1944 года под городом Сяда отступил с остатками формирования на Кретингу и затем товарным поездом выехал в Германию.
В 1946 году в Германии окончил литовскую гимназию. Учился на естественном факультете Мюнхенского университета.
Активный участник и организатор спортивных состязаний. На Олимпиаде порабощённых народов в Германии (1948) в соревнованиях по лёгкой атлетике выиграл две золотые и две серебряные медали.
В 1949 году прибыл в США, служил в Центре армейской разведки в Чикаго, в 1955 году получил американское гражданство. Работал на фабрике автомобильных деталей в Чикаго, чертёжником в инженерной фирме. В 1960 году окончил Технологический институт Иллинойса по специальности инженер-строитель.
Помимо родного литовского, свободно владеет также английским, немецким, польским и русским языками.
В 1951 году женился на Альме Нутаутайте.

### Федеральная служба в США
В начале 1970-х годов был приглашён в создаваемое федеральное Агентство охраны окружающей среды США (Environmental Protection Agency). Руководил научно-исследовательским центром агентства.
Был назначен заместителем администратора по пятому региону (Средний Запад) агентства. С 1981 года администратор по пятому региону. Служил в этой должности 16 лет и ушёл в отставку в 1997 году после 29 лет службы.
Был членом республиканской партии.

### Эмигрантская деятельность
Участвовал в общественно-политической деятельности литовской эмиграции. В 1951 основал академический спортивный клуб литовцев США «Lituanica». В 1958—1965 годах вице-председатель общественной организации либерального направления «Сантара-Швиеса». В 1967 избран её председателем.
В 1961—1964 годах член Совета Общины американских литовцев, входил в руководство других объединений американских литовцев.
С 1972 года каждый год посещал Литовскую ССР. Содействовал развитию мониторинга окружающей среды в прибалтийских республиках, помогал природоохранным учреждениям республик в приобретении научной литературы, приборов и программного оборудования.
Председатель оргкомитета первых Всемирных игр литовцев (1983).
Работая координатором помощи США балтийским странам в области охраны окружающей среды, организовывал стажировки в США для представителей научных учреждений Литвы, помогал библиотеке Вильнюсского университета в приобретении новейшей научной литературы.

### Посол доброй воли ЮНЕСКО
В 2003 году присвоен титул посла доброй воли ЮНЕСКО по вопросам обществознания.
В этой сфере ЮНЕСКО занимается распространением Интернета, модернизацией библиотек, внедрением информационных технологий в систему просвещения.

### Награды
- В 1988 году за исключительные заслуги на международной арене Валдас Адамкус удостоен международной награды в области охраны окружающей среды. Кроме того, он награждён Золотой медалью Американского Агентства охраны окружающей среды и удостоен награды Президента США за отличие на службе.
- На престижных выборах «European Voice» Валдасу Адамкусу был присвоен титул «Европеец года» (2007 г.). В 2008 году за многолетнее и активное участие в олимпийском движении и распространение его идей Президенту Литовской Республики Валдасу Адамкусу было присвоено звание академика Литовской олимпийской академии.
- Глава государства награждён 29 высшими государственными наградами разных стран, Золотой цепью города Афин, орденом Железного волка Союза скаутов Литвы, орденом Звезды Союза стрелков Литвы.
- Удостоен награды Международного олимпийского комитета «За вклад в развитие спорта и олимпийского движения».
- Почётный гражданин города Каунас (2006)[3].

Награждён 29 высшими государственными наградами разных стран, другими отличиями и наградами. В том числе:
- Большой крест ордена Исландского сокола (Исландия, 1998)
- Большой крест ордена Святого Олафа (Норвегия, 1998)
- Орден князя Ярослава Мудрого I степени (Украина, 1998) — за выдающийся личный вклад в развитие украинского-литовского сотрудничества[4]
- Орденская цепь креста Маарьямаа (Эстония, 1999)
- Большой Крест ордена Спасителя (Греция, 1999)
- Орденская цепь ордена «За заслуги перед Итальянской Республикой» (Италия, 1999)
- Орден Белого орла (Польша, 1999)
- Большой крест ордена Заслуг (Мальта, 1999)
- Большой крест ордена Заслуг (Венгрия, 1999)
- Орден «Достык» I степени (Казахстан, 2000)
- Орденская цепь ордена Трёх звёзд (Латвия, 2001)
- Орден Почётного легиона (Франция, 2001)
- Орден Звезды Румынии (Румыния, 2001)
- Орден Святого Месропа Маштоца (Армения, 2002)
- Орденская цепь ордена Белой розы (Финляндия, 2002)
- Орден «За выдающиеся заслуги» (Узбекистан, 2002)  — за заслуги в деле развития и углубления отношений дружбы и сотрудничества между Республикой Узбекистан и Литовской Республикой, а также вклад в укрепление международной безопасности и стабильности[5]
- Орден Витаутаса Великого с золотой цепью, (Литва, 2003)
- Орденская цепь ордена Белой звезды (Эстония, 2004)
- Орден Изабеллы Католички с цепью (Испания, 2005)
- Большой крест особой степени ордена Заслуг (Германия, 2005)
- Орден Белого двойного креста первой степени (Словакия, 2005)
- Большой крест ордена Леопольда (Бельгия, 2006)
- Большой крест Ордена заслуг с золотой цепью (Венгрия, 2006)
- Рыцарь-Командор Почётнейшего ордена Бани (Великобритания, 2006)
- Орден «За заслуги» I степени (Украина, 2006) — за весомый личный вклад в развитие украинского-литовских отношений[6]
- Медаль Балтийской ассамблеи (2006)[7]
- Орден Матери Терезы[англ.] (Албания, 2007)
- Высший орден Хризантемы на Большой ленте (Япония, 2007)
- Орден Инфанта дона Энрике на золотой цепи (Португалия, 2007)
- Международная Премия Ильяса Эфендиева (Азербайджан, 2007)[8]
- Орден «Стара-планина» с лентой (Болгария, 2009)[9]
- Орден Свободы (Украина, 2009) — за выдающийся личный вклад в развитие украинско-литовских отношений[10][11]
- Орден Победы имени Святого Георгия (Грузия, 2007)[12]
- Орден Вахтанга Горгасала (Грузия, 2009)[13]
- Большой крест ордена Возрождения Польши (Польша, 2009)[14]
- Орден князя Ярослава Мудрого II степени (Украина, 2016) — за выдающиеся личные заслуги в укреплении украинско-литовских межгосударственных отношений[15]
- Сведений о наградах до 1945 года не сохранилось

### Доктор honoris causa
Почётный доктор шестнадцати литовских и зарубежных университетов, в том числе:
- Вильнюсского университета (1989)
- Колледжа Св. Иосифа штата Индиана (США, 1991)
- Северо-Западного университета (США, 1994)
- Каунасского технологического университета (1998)
- Католического университета Америки (США, 1998)
- Академии сельского хозяйства университета Витовта Великого (1999)
- Иллинойсского технологического института (США, 1999)
- Инновационного Евразийского университета (Казахстан, 2000)
- Университета Де Поля (США, 2001)
- Литовского университета права (2001)
- Университета им. Витовта Великого (2002)
- Литовского спортивного университета (2004)
- Ереванского государственного университета (Армения, 2006)
- Бакинского государственного университета (2006)
- Донецкого национального университета (2006)
- Нотрдамского университета (США, 2007)
- Университета Николая Коперника (Торунь, Польша; 2007)[17]
- Таллинского университета (2008)
- Чилийского университета (2008)
- Клайпедского университета (2008)
- Люблинского католического университета (2009)